# Lisbeth Renardy
Lisbeth Renardy, née le 27 août 1980 à Liège (région wallonne), est une autrice, illustratrice, enseignante et coloriste de bande dessinée belge francophone.

## Biographie
Lisbeth Renardy naît le 27 août 1980 à Liège. Elle suit les cours de l'École supérieure des arts Saint-Luc de Liège. Elle obtient le diplôme de graduat en illustration.
Elle est, depuis toujours, passionnée pas les arts plastiques, créative et curieuse, dotée d'un sens aigu de l'observation, de la mise en page et des techniques de cinéma (qu'elle maîtrise en variant les plans et les points de vue). La Classe de mer (texte de Dominique Maes), son premier album pour la jeunesse, paraît en octobre 2003 chez Alice Éditions. Elle publie dans la foulée La Princesse du jour et le prince de la nuit (texte d'Adeline Yzac), Chéri et Mirabelle (texte de Dominique Maes) et Samuel a peur du noir, tous deux parus chez Alice Éditions. Deux caractéristiques importantes de son univers sont la rêverie et la nature.
Ensuite, elle illustre Le Dernier Cow-boy en 2017. Six ans plus tard, elle illustre L'Étrange Collection de Mamita. En 2024, elle réalise seule la plaquette La Chanson des Ours publiée dans le cadre de la Fureur de lire par la Fédération Wallonie-Bruxelles. La même année, elle illustre également Daphné et les moments parfaits écrit par Julie Bonnie et publiée par Hélium.
Elle est lauréate d'une Bourse de la Fédération Wallonie-Bruxelles d'aide au projet en 2014.
Elle utilise diverses techniques dont l’acrylique, les crayons, l'encre de Chine.
Comme coloriste, elle réalise en compagnie de Maxime Pierret les couleurs informatiques sur le Tome 22 de la série Les Aigles décapitées, dessin de Michel Pierret, publié dans la collection « Vécu » des éditions Glénat en 2010.
Parallèlement, elle est professeure à l'Académie royale des beaux-arts de Liège en 2022,.

### Vie privée
Elle vit et travaille à Liège.

## Publications

### Illustrations
- La Classe de mer, Dominique Maes, Bruxelles, Alice éditions, coll. « Histoires comme ça » no 19, 2003  (ISBN 2-930182-91-1).
- La Princesse du jour et le prince de la nuit ou “Comment sont nées les histoires”, Adeline Yzac, Bruxelles, Alice éditions, 2004  (ISBN 2-930182-99-7).
- Chéri et Mirabelle, Dominique Maes, Bruxelles, Alice éditions, coll. « Histoires comme ça » no 37, 2005  (ISBN 2-87426-009-6).
- Samuel a peur du noir, Christian Simon, Bruxelles, Alice éditions, coll. « Histoires comme ça » no 47 2005  (ISBN 2-87426-022-3).
- Alice au pays du cancer[11], Martine Hennuy et Sophie Buyse, Bruxelles, Alice éditions, coll. « Histoires comme ça » no 49, 2006  (ISBN 2-87426-039-8).
- L'Empereur des animaux, Philippe Malempré, Bruxelles, Alice éditions, coll. « Histoires comme ça » no 52, 2006  (ISBN 2-87426-049-5).
- Éric au pays des insectes[12], Godfried Bomans, Bruxelles, Alice Jeunesse, coll. « Deuzio », 2006  (ISBN 978-2-87426-036-0).
- Western bolognaise, Louis St-Jo, Rhode-St-Genèse, Asteline, coll. « P'tite tête », 2008  (ISBN 978-2-930478-02-9).
- On va où quand on est mort ?, Martine Hennuy et Sophie Buyse, Bruxelles, Alice Jeunesse, coll. « Histoires comme ça » no 97, 2010  (ISBN 978-2-87426-114-5).
- La Révolte des princesses, Céline Lamour-Crochet, Bruxelles, Alice Jeunesse, coll. « Histoires comme ça » no 79, 2011  (ISBN 978-2-87426-139-8).
- Grégoire Kocjan (ill. Lisbeth Renardy), Le Dernier Cow-boy[5], Le Puy-en-Velay, L'Atelier du poisson soluble, 2017, 50 p. (ISBN 9782358711036).
- Thomas Médard (ill. Lisbeth Renardy), L’Étrange Collection de Mamita, Montreuil, Les Fourmis rouges, 2023, 35 p. (ISBN 9782369021780).
- Lisbeth Renardy, La Chanson des ours, Bruxelles, Fédération Wallonie-Bruxelles, 2024 (ISBN 978-2-930964-95-9, lire en ligne)
- Julie Bonnie (ill. Lisbeth Renardy), Daphné et les moments parfaits, Paris, Hélium, 2024, 48 p. (ISBN 9782330187989).
- Cloé Korman (ill. Lisbeth Renardy), La Grotte des couleurs, Paris, Éditions Albin Michel, 26 mars 2025, 40 p. (ISBN 9782226493743).

### Albums de bande dessinée

#### Les Aigles décapitées
- Les Aigles décapitées
- 22. Sigwald, Glénat, coll. « Vécu », Grenoble, mars 2010
Scénario et dessin : Michel Pierret - Couleurs : Michel Pierret, Maxime Pierret, Lisbeth Renardy -  (ISBN 978-2-723-47069-8)

#### Livres
: document utilisé comme source pour la rédaction de cet article.
- Pascale Eben et Karine Magis, Répertoire des auteurs et illustrateurs de livres pour l'enfance et la jeunesse en Wallonie et à Bruxelles, Bruxelles, Wallonie-Bruxelles International, 2014, 192 p., ill. ; 26 cm (ISBN 9782930758008 et 2930758007, OCLC 944278134, lire en ligne), p. 152. .

### Émissions de télévision
- "L'étrange collection de Mamita" : un album jeunesse signé par Lisbeth Renardy et Thomas Médard sur Qu4tre Liège Média, présentation : Françoise Bonivert et Jeff Gysebergt (2 min 58 s), 2 juillet 2023.